# テディベアとなかまたち
テディベアとなかまたち（PB Bear and Friends）は、イギリスで1998年1月2日から12月25日までチャンネル5のミルクシェイク!で放送された人形劇のテレビ番組。日本では1999年4月17日と7月17日に株式会社エキスプレスからVHSが発売されている。

## キャラクター
テディベア（PBベア）
声 - ダン・ド・モンタニャック
ロスコ
声 - ポール・ベスターマン、佐々木望
ボブ
声 - ポール・ベスターマン
ペンギン
声 - ポール・べスターマン
ミリー
声 - マリア・ダーリング
ディキシー
声 - マリア・ダーリング、金月真美
フィル・ナイス
声 - ダーモット・ザ・ドッグ
ナレーター
声 - ケイト・ハーバー
- 役名不明 - 矢島晶子、緒方賢一、雨蘭咲木子、鈴木勝美、坂口賢一、水谷優子

## エピソード
| 話数 | 邦題                 | 日本発売日    |
| ---- | -------------------- | ------------- |
| 1    | 海賊島の宝さがし     | 1999年4月17日 |
| 2    | テディの誕生日       | 1999年4月17日 |
| 3    | 女王様のバナナ       | 1999年4月17日 |
| 4    | タコ上げをしよう     | 1999年4月17日 |
| 5    | ゴーカートレース     | 1999年4月17日 |
| 6    | たのしい雪あそび     | 1999年4月17日 |
| 7    | サッカーゲーム！     | 1999年4月17日 |
| 8    | 魔法使いテディ       | 1999年4月17日 |
| 9    | 居眠りお菓子屋さん   | 1999年4月17日 |
| 10   | スノーモンスター     | 1999年4月17日 |
| 11   | おかしな学校         | 1999年4月17日 |
| 12   | ＵＦＯがやってきた！ | 1999年4月17日 |
| 13   | ハクション！         | 1999年4月17日 |
| 14   | ローラースケート     | 1999年4月17日 |
| 15   | 箱の中にライオン？   | 1999年4月17日 |
| 16   | キャンプへ行こう！   | 1999年7月17日 |
| 17   | コックさんがいっぱい | 1999年7月17日 |
| 18   | みんなでダンス       | 1999年7月17日 |
| 19   | リモコンロボット     | 1999年7月17日 |
| 20   | 魔法のランプ         | 1999年7月17日 |
| 21   | 海辺のパーティー     | 1999年7月17日 |
| 22   | 不思議な本           | 1999年7月17日 |
| 23   | いじわるテディ？     | 1999年7月17日 |
| 24   | たのしい運動会       | 1999年7月17日 |
| 25   | お菓子どろぼう       | 1999年7月17日 |
| 26   | スーパーベア登場！   | 1999年7月17日 |
| 27   | 占いの館             | 1999年7月17日 |
| 28   | 公園のゴミ           | 1999年7月17日 |
| 29   | ミリーのめがね       | 1999年7月17日 |
| 30   | クリスマスの夢       | 1999年7月17日 |